# محمد بلح
محمد ماجد محمد بلح لاعب كرة قدم دَوْليّ فلسطيني، يلعب في منتخب فلسطين لكرة القدم وانضم مؤخراً إلى نادي المقاولون العرب المصري، يلعب في مركز رأس الحربة الصريح أو المهاجم الثاني أو كلاعب جناح على طرفي الملعب.
بدأ حياته الكُرَوِيّة باللعب لفرق الناشئين في نادي الصداقة الفلسطيني ثم انتقل إلى الفريق الأول بالنادي واستطاع رفقة زملائه الحصول على بطولة الدوري الممتاز موسم 2016_2017 ووصافة الدوري موسم 2015_2016 وكأس فلسطين 2013.
كما سجل العديد من الأهداف التي ساهمت في تتويج فريقه بالبطولات المحلية، وحصل على لقب أفضل لاعب في موسم 2016_2017. لينتقل بعدها للعب في الدوري الأردني وتحديداً من بوابة النادي الأهلي لموسم واحد، ثم لفريق ذات راس وسرعان ما أنهى عقده معهم وانتقل للدوري العماني من بوابة نادي العروبة  وأحرز معهم العديد من الأهداف وصنع أخرى، ليساهم في تحسين ترتيب الفريق في الجدول بعد أن كان يعاني، واستطاع فرض اسمه بقوة في الدوري العماني لينتقل بعدها لنادي صحم ويتصدر جدول ترتيب الدوري معهم تحت قيادة المدرب المصري المخضرم محمد عمر قبل أن يستقيل المدرب ويصطدم اللاعب مع إدارة النادي ويلجأ للفيفا لفسخ عقده، بعدها انتقل إلى نادي السويق العماني الذي كان مهدداً بالهبوط، واستطاع معهم إحراز العديد من الأهداف الرائعة التي ساهمت في إبقاء النادي في دوري المحترفين وتقدمه للمركز الخامس بعد أن كان في المركز الثاني عشر مع الفرق المهددة بالهبوط.
عاد محمد بلح بعد مسيرته في سلطنة عمان ليلعب في وطنه، فالتحق بنادي الصداقة الفلسطيني وشارك معه في مرحلة الإياب من مسابقة الدوري الممتاز ليساهم في 10 أهداف بتسجيله 7 أهداف وصناعة 3 أهداف خلال ثماني مباريات خاضها رفقتهم.
في شهر سبتمبر 2021, أتم المهاجم الدَّوْليّ الفلسطيني محمد بلح التعاقد مع النادي المصري البورسعيدي بعقد يمتد لأربعة مواسم اعتبارًا من الموسم الجديد 2022/2021 حتى نهاية موسم 2025/2024 الا أنه لم يحالفه الحظ فقد تعرض لإصابة قوية في الركبة (قطع في الرباط الصليبي الأمامي) أبعدته فترة كبيرة عن المستطيل الأخضر قبل أن يتعافى ويعود لناديه الذي بزغ نجمه فيه (نادي الصداقة الرياضي) لموسم 2023-2024 ومشاركته في 4 مباريات احرز خلالها هدفين قبل أن يتوقف النشاط الرياضي في قطاع غزة في فلسطين بسبب الحرب التي شنتها إسرائيل على القطاع.
وفي موسم 2024-2025 استطاع بلح الوصول لجمهورية مصر العربية, واضعاً نصب عينيه استكمال مسيرته الرياضية, فانضم لصفوف فريق المقاولون العرب ليكون أحد أبرز الركائز الأساسية من خلال مساهمته في العديد من الأهداف وتتويج الفريق بلقب بطل دوري المحترفين المصري . 

## حياته ومسيرته الكُرَوِيّة
ولد محمد بلح في 4 سبتمبر 1993 في مدينة غزة، نشأ في عائلة متوسطة مع 3 أولاد وبنت واحدة. أنهى دراسته الابتدائية والإعدادية في مدارس وكالة الغوث ومن ثم الثانوية في المدارس الحكومية، واستمر في تعليمه حتى تخرج من كلية القانون والممارسة القضائية في جامعة فلسطين، وصف بلح أن طفولته كانت لها آثار كبيرة في ولعه وشغفه بلعب كرة القدم مع أصدقائه وجيرانه.
بدأ بلح رحلته في عالم كرة القدم منذ أن كان عمره ست سنوات، حيث بدأ اللعب مع زملائه في مدرسته الابتدائية وفي أزقة المخيم الذي كان يقطنه «الشاطئ» وفي سن 12 عام التحق محمد بلح في صفوف نادي الصداقة الفلسطيني، والتحق بفرق الناشئين والشباب حتى وصل للفريق الأول وشارك معه في العديد من المباريات والبطولات وساهم رفقة زملائه في تحقيق الألقاب، وكان ركيزةً أساسية في فريقه حتى سن 23 عام.

## مسيرته مع الأندية
ظهر محمد بلح بمستوى كبير منذ اللحظة الأولى مع الفريق الأول بنادي الصداقة في عام 2013 وقدم مستويات راقية جداً أهلته لحجز مكانة أساسية في صفوف الفريق، ليقود بعدها هجوم ناديه ويصعد بهم على منصات التتويج وأحرز رفقتهم وصيف بطولة الدوري الممتاز موسم 2015-2016، وفي الموسم التالي 2016-2017 استطاع رفقة زملائه من إحراز أول بطولة دوري في تاريخ النادي قبل أن يتوج بلقب أفضل لاعب في الموسم، ونظراً لمستواه المميز أهله المدرب والمحاضر الأردني المخضرم نهاد صوقار للعب في صفوف النادي الأهلي الأردني موسم 2017-2018 ليشارك معهم في مباريات قليلة ودقائق معدودة نظراً لعدة ظروف من ضمنها وصوله للفريق متأخراً وعدم جاهزيته البدنية وتعرضه لبعض الإصابات التي كانت تبعده عن المباريات أو تجعله يشارك في دقائق قليلة، وعرضت عليه إدارة النادي اللعب لموسم آخر رفقتهم، إلا أنه فضل خوض تجربةٍ جديدة، وجاءت حينها من بوابة نادي ذات راس لكنه سرعان ما أنهى ارتباطه بهم وانتقل للدوري العماني للمحترفين، ليلعب ضمن صفوف نادي العروبة ويحرز معهم العديد من الأهداف الرائعة ويصنع أخرى ليثبت وقتها موهبته في تسجيل الأهداف بكل الطرق الممكنة، وانتقل بعدها لنادي صحم العماني الذي ساهم في تصدرهم جدول بطولة دوري عمانتل للمحترفين تحت قيادة المدرب المصري الكبير محمد عمر، قبل أن ينهي الأخير ارتباطه بالنادي، وتدخل الإدارة في خلافات مع اللاعب أدت لتراجع نتائج الفريق وفقدانه لصدارة الدوري، ليرحل بلح عن صحم ويلتحق بفريق السويق، الذين عولوا عليه في قيادة خط هجوم النادي، الذي كان يصارع من أجل البقاء في دوري المحترفين، ونجح بلح في قيادة الفريق من الهروب من شبح الهبوط وإنهاء الدوري بالمركز الخامس بعد أن كان في المركز الثاني عشر وأحد الثلاثة الهابطين، من خلال مساهمته في إحراز العديد من الأهداف وصناعة أخرى.
عاد محمد بلح إلى وطنه بعد انتهاء رحلته الاحترافية في دولة عمان ليلتحق بناديه الأم، فالتحق بنادي الصداقة وساهم في إحراز 7 أهداف خلال مشاركته ب ثماني مباريات انتهت بانتهاء تعاقد محمد بلح مع ناديه، ليبدأ رحلة جديدة من الاحتراف الدَّوْليّ بالتحاقه بالنادي المصري البورسعيدي بتوقيع عقد مدة أربع سنوات ابتداءاً من موسم 2021 حتى نهاية موسم 2025 كمهاجم في الفريق.
لم يحالف الحظ اللاعب محمد بلح الذي تعرض لإصابة قوية في الركبة (قطع في الرباط الصليبي الأمامي) أبعدته فترة كبيرة عن المستطيل الأخضر قبل أن يتعافى لتكون فترتها هي نهاية تعاقده مع النادي المصري الذي تسبب بعدة مشاكل للاعب قبل انهاء عقده مع النادي وعودته الى بلده فلسطين. قبل تعافي محمد بلح بشكل كامل من اصابته بدأت تنهال عليه العروض من أندية الدوري الفلسطيني، حيث يعتبر اللاعب مكسب كبير لأي نادي يتعاقد معه لكنه اختار تمثيل ناديه الذي بزغ نجمه فيه (نادي الصداقة الرياضي) ليخوض معهم منافسات موسم 2023 ويشارك في 4 مباريات رسمية سجل خلالها هدفين، وبعدها توقف النشاط الرياضي في فلسطين بسبب الحرب التي شنتها إسرائيل على قطاع غزة.
وفي موسم 2024-2025 استطاع بلح الوصول لجمهورية مصر العربية, واضعاً هدف استكمال مسيرته الرياضية نصب عينيه, فانضم لصفوف فريق المقاولون العرب ليكون أحد أهم الركائز الأساسية من خلال مساهمته فياحراز 8 أهداف وصناعة 4 أخرى وتتويج الفريق بلقب بطل دوري المحترفين المصري. 

## مسيرته مع المنتخب الوطني
التحق محمد بلح في صفوف المنتخب الوطني الفلسطيني أول مرة عام 2017 أمام منتخب المالديف تحت قيادة المدرب الوطني عبد الناصر بركات في تصفيات كأس أمم آسيا 2019، وبعدها خاض العديد من المباريات أمام منتخبات الجزائر الأولمبي والبحرين وعُمان واليمن وطاجيكستان وبنغلاديش وقيرغيزستان والعراق وسوريا، وساهم مع منتخب بلاده في التأهل لكأس الأمم الآسيوية 2019 رفقة المنتخب الفلسطيني للمرة الثانية في تاريخه بالإضافة لإحرازه لقب بطولة بانغاباندو الودية عام 2018 بعد فوزهم بضربات الترجيح على المنتخب الطاجيكي.

## انجازاته وألقابه
- بطل دوري المحترفين المصري 2024/2025 مع نادي المقاولون العرب[24]
- التأهل لكأس الأمم الآسيوية 2019 رفقة المنتخب الفلسطيني للمرة الثانية في تاريخه [25]
- بطل بطولة كأس بانغاباندو 2018 مع منتخب فلسطين الوطني[26]
- بطل الدوري الممتاز 2016/2017 مع نادي الصداقة الفلسطيني[27]
- بطل كأس فلسطين 2013 مع نادي الصداقة الفلسطيني
- أفضل لاعب في بطولة الدوري موسم 2016/2017.
- أفضل لاعب في عام 2017.
- ثاني هدافي الدوري موسم 2016/2017.
- وصيف بطل الدوري الممتاز 2015/2016 مع نادي الصداقة الفلسطيني
- وصيف بطل السوبر 2014 مع نادي الصداقة الفلسطيني[28]

## وصلات خارجية
- حساب محمد بلح على تويتر
- حساب محمد بلح على انستجرام
- حساب محمد بلح على يوتيوب